# Marvin Ramos
Marvin Alexander Hernández Ramos (Concepción Batres, Usulután, El Salvador, 7 de julio de 1993) es un futbolista salvadoreño. Juega como Centrocampista y su equipo actual es el C.D. Municipal Limeño de la Liga Pepsi.

## Clubes
Actualizado al último partido jugado el 25 de mayo de 2025.
| Club Deportivo Luis Ángel Firpo · El Salvador       | 1.ª                 | 2011-12             | 7   | 0  | - | - | - | - | 7   | 0  |
| Club Deportivo Luis Ángel Firpo · El Salvador       | 1.ª                 | 2012-13             | 1   | 0  | - | - | - | - | 1   | 0  |
| Club Deportivo Luis Ángel Firpo · El Salvador       | Total               | Total               | 8   | 0  | 0 | 0 | 0 | 0 | 8   | 0  |
| Club Deportivo Juventud Independiente · El Salvador | 1.ª                 | 2016                | 19  | 5  | - | - | - | - | 19  | 5  |
| Club Deportivo Juventud Independiente · El Salvador | Total               | Total               | 19  | 5  | 0 | 0 | 0 | 0 | 19  | 5  |
| Club Deportivo Luis Ángel Firpo · El Salvador       | 1.ª                 | 2016                | 21  | 3  | - | - | - | - | 21  | 3  |
| Club Deportivo Luis Ángel Firpo · El Salvador       | Total               | Total               | 21  | 3  | 0 | 0 | 0 | 0 | 21  | 3  |
| Club Deportivo Águila · El Salvador                 | 1.ª                 | 2017                | 22  | 1  | - | - | - | - | 22  | 1  |
| Club Deportivo Águila · El Salvador                 | 1.ª                 | 2017-18             | 40  | 1  | - | - | 2 | 0 | 42  | 1  |
| Club Deportivo Águila · El Salvador                 | 1.ª                 | 2018                | 12  | 0  | - | - | - | - | 12  | 0  |
| Club Deportivo Águila · El Salvador                 | Total               | Total               | 74  | 2  | 0 | 0 | 2 | 0 | 76  | 2  |
| Club Deportivo Municipal Limeño · El Salvador       | 1.ª                 | 2019                | 25  | 3  | - | - | - | - | 25  | 3  |
| Club Deportivo Municipal Limeño · El Salvador       | Total               | Total               | 25  | 3  | 0 | 0 | 0 | 0 | 25  | 3  |
| Club Deportivo FAS · El Salvador                    | 1.ª                 | 2019-20             | 25  | 2  | - | - | - | - | 25  | 2  |
| Club Deportivo FAS · El Salvador                    | Total               | Total               | 25  | 2  | 0 | 0 | 0 | 0 | 25  | 2  |
| Club Deportivo Luis Ángel Firpo · El Salvador       | 1.ª                 | 2020-21             | 3   | 0  | - | - | - | - | 3   | 0  |
| Club Deportivo Luis Ángel Firpo · El Salvador       | Total               | Total               | 3   | 0  | 0 | 0 | 0 | 0 | 3   | 0  |
| Club Deportivo Municipal Limeño · El Salvador       | 1.ª                 | 2021-22             | 16  | 0  | - | - | - | - | 16  | 0  |
| Club Deportivo Municipal Limeño · El Salvador       | Total               | Total               | 16  | 0  | 0 | 0 | 0 | 0 | 16  | 0  |
| Club Deportivo Dragón · El Salvador                 | 1.ª                 | 2022-23             | 31  | 1  | - | - | - | - | 31  | 1  |
| Club Deportivo Dragón · El Salvador                 | 1.ª                 | 2023                | 21  | 0  | - | - | - | - | 21  | 0  |
| Club Deportivo Dragón · El Salvador                 | Total               | Total               | 52  | 1  | 0 | 0 | 0 | 0 | 52  | 1  |
| Club Deportivo Municipal Limeño · El Salvador       | 1.ª                 | 2024                | 23  | 3  | - | - | - | - | 23  | 3  |
| Club Deportivo Municipal Limeño · El Salvador       | 1.ª                 | 2024-25             | 42  | 5  | - | - | - | - | 42  | 5  |
| Club Deportivo Municipal Limeño · El Salvador       | 1.ª                 | 2025-26             |     |    |   |   |   |   |     |    |
| Club Deportivo Municipal Limeño · El Salvador       | Total               | Total               | 65  | 8  | 0 | 0 | 0 | 0 | 65  | 8  |
| Total en su carrera                                 | Total en su carrera | Total en su carrera | 300 | 24 | 0 | 0 | 2 | 0 | 302 | 24 |
| (2) No incluye goles en partidos amistosos.         |                     |                     |     |    |   |   |   |   |     |    |

Segunda División de El Salvador
| Club                            | País        | Año         | Partidos | Goles |
| ------------------------------- | ----------- | ----------- | -------- | ----- |
| C.D. Huracán                    | El Salvador | 2009 - 2010 |          |       |
| Club Deportivo Luis Ángel Firpo | El Salvador | 2010 - 2011 |          |       |
| Liberal USA                     | El Salvador | 2013 - 2014 | 22       | 3     |
| Club Deportivo Luis Ángel Firpo | El Salvador | 2014 - 2015 | 44       | 6     |
| Total:                          | Total:      | Total:      | 66       | 9     |

### Selección nacional
| Selección                                      | Año                 | Partidos | Goles |
| ---------------------------------------------- | ------------------- | -------- | ----- |
| El Salvador                                    |                     |          |       |
| 2022                                           | 1                   | 0        |       |
| Total en su carrera                            | Total en su carrera | 1        | 0     |
| Estadísticas hasta el 17 de noviembre de 2022. |                     |          |       |

### Palmarés
| Título        | Club             | País        | Año  |
| ------------- | ---------------- | ----------- | ---- |
| Clausura 2013 | Luis Ángel Firpo | El Salvador | 2013 |